# 22144 Linmichaels
22144 Linmichaels è un asteroide della fascia principale. Scoperto nel 2000, presenta un'orbita caratterizzata da un semiasse maggiore pari a 2,3642817 UA e da un'eccentricità di 0,1391037, inclinata di 6,39606° rispetto all'eclittica.